# Aeroportul Swan Hill
Aeroportul Swan Hill (IATA: SWH, ICAO: YSWH) este un aeroport din Victoria, Australia.
Situat la o altitudine de 71 m, aeroportul dispune de o singură pistă. Este operat de Rural City of Swan Hill⁠(d).